# Asteia algeriensis
Asteia algeriensis är en tvåvingeart som beskrevs av Curtis W. Sabrosky 1956. Asteia algeriensis ingår i släktet Asteia och familjen smalvingeflugor.
Artens utbredningsområde är Algeriet. Inga underarter finns listade i Catalogue of Life.